# Khu kinh tế Hòn La
Khu kinh tế Hòn La là một khu kinh tế tại tỉnh Quảng Bình, Việt Nam. Khu kinh tế này được thành lập theo quyết định số 79/2008/QĐ-TTg ngày 10/6/2008 của Thủ tướng Chính phủ Việt Nam.
Khu kinh tế Hòn La có quy mô diện tích 10.000 ha, trong đó phần đất liền khoảng 8.900 ha, phần đảo và biển khoảng 1.100 ha. Khu kinh tế này bao gồm 6 xã ven biển của huyện Quảng Trạch là: Quảng Đông, Quảng Phú, Quảng Tùng, Cảnh Dương, Quảng Hưng và Quảng Xuân. Khu kinh tế này được xây dựng và phát triển theo mô hình Khu kinh tế tổng hợp, gồm có hai khu chức năng: 
- Khu phi thuế quan, diện tích 200 ha, phát triển các hoạt động sản xuất hàng xuất khẩu và hàng phục vụ tại chỗ, thương mại dịch vụ, vận chuyển giao nhận hàng hoá quá cảnh, bảo quản kho tàng, bưu chính viễn thông, tài chính, ngân hàng, vận tải, bảo hiểm, vui chơi giải trí, xúc tiến thương mại và các hoạt động thương mại khác.[1]
- Khu thuế quan, diện tích 9.800 ha gồm: khu công nghiệp phát triển với các ngành công nghiệp như nhiệt điện, đóng tàu, chế biến khoáng sản, luyện cán thép, vật liệu xây dựng, lọc hóa dầu và các ngành công nghiệp bổ trợ khác; Khu cảng và dịch vụ hậu cần cảng được đầu tư với công suất cho tàu đến 10 vạn tấn và trong tương lai cảng Hòn La sẽ là một cảng trung chuyển lớn của khu vực, ngoài ra trong khu chức năng này phát triển các Khu du lịch, dịch vụ, khu dân cư, khu đô thị, khu hành chính...[1]

Hiện tại, ở khu kinh tế này đang triển khai xây dựng cảng nước sâu có công suất từ 10-12 triệu tấn mỗi năm, có thể phục vụ tàu 10.000 tấn; một nhà máy nhiệt điện chạy than công suất 1200 MW và một nhà máy sản xuất xi măng công suất 4 triệu tấn mỗi năm và một nhà máy đóng tàu.